# Marija Andrejewna Prokopjewa
Marija Andrejewna Prokopjewa (russisch Мария Андреевна Прокопьева, englische Transkription: Maria Prokopeva, * 16. August 1986 in Leningrad als Marija Bratkowa) ist eine russische Beachvolleyballspielerin.

## Karriere
Prokopjewa wurde mit Anna Morosowa bei der U21-Weltmeisterschaft 2002 in Catania Neunte. Bei der U20-Europameisterschaft 2003 in Salzburg erreichten sie das Endspiel, in dem sie gegen das deutsche Duo Goller/Romberg verloren. Mit Julija Wesselowa belegte sie bei der U18-WM 2003 in Pattaya den fünften Rang. Das gleiche Ergebnis erreichte sie mit Morosowa bei der U21-WM 2004 in Porto Santo. Bei den Sankt Petersburg Open 2005 spielte sie an der Seite von Inna Judina ihr erstes Turnier der FIVB World Tour. Im folgenden Jahr trat sie mit Natalja Stepanowa bei zwei weiteren Open-Turnieren an und wurde bei der Junioren-WM in Mysłowice Fünfte.
2007 bildete Prokopjewa ein neues Duo mit Jewgenija Ukolowa. Bei der Europameisterschaft 2007 in Valencia verloren die Prokopjewa/Ukolowa ihr Auftaktspiel gegen die Lettinnen Jursone/Minusa. Auf der Verlierer-Seite konnten sie zunächst Montagnolli/Swoboda aus Österreich besiegen, bevor sie im Tiebreak gegen die Niederländerinnen Kadijk/Mooren ausschieden. Ein Jahr später unterlagen sie bei der EM in Hamburg ebenfalls im ersten Spiel gegen die Griechinnen Koutroumanidou/Tsiartsiani. In der Verlierer-Runde gewannen sie zwei Partien, ehe sie sich in drei Sätzen dem deutschen Duo Claassen/Röder geschlagen geben mussten. Auf der World Tour 2008 erreichten sie als beste Ergebnisse einen 17. Platz beim Moskauer Grand Slam und einen 13. Rang bei den Marseille Open. In Espinho gewannen sie 2008 die U23-Europameisterschaft. Bei der WM 2009 in Stavanger konnten sie in der Vorrunde nur zwei Sätze gewinnen und schieden als Gruppenletzte aus. Anschließend kamen sie als Neunte des Grand Slams in Marseille erstmals in die Top Ten eines World-Tour-Turniers. Bei der EM in Sotschi gewannen sie vor heimischem Publikum ihr Auftaktspiel gegen Mooren/Wesselink; da sie die folgenden beiden Partien jedoch verloren, schieden sie als Gruppendritte nach der Vorrunde aus. Im letzten Turnier des Jahres in Phuket gewannen sie als Dritte ihre erste Medaille. 2010 starteten sie mit einem neunten Platz in Brasília und erzielten das gleiche Ergebnis beim Grand Slam in Klagenfurt. Bei der EM in Berlin sicherten sie sich mit drei Siegen den Gruppensieg. Anschließend unterlagen sie im Achtelfinale gegen Jursone/Minusa in drei Sätzen.
2012 kehrte Prokopjewa beim Grand Slam in Moskau zurück und wurde mit Swetlana Popowa Neunte. 2013 spielte sie zunächst einige Turniere mit Olga Motritsch und Jekaterina Chomjakowa, bevor sie beim Grand Slam in Den Haag wieder mit Popowa zusammenkam. Bei der WM 2013 in Stare Jabłonki schieden Prokopjewa/Popowa sieglos nach der Vorrunde aus. Von Ende 2013 bis Ende 2014 spielte Prokopjewa wieder zusammen mit ihrer früheren Partnerin Ukolowa. 2015 nahm sie mit Jekaterina Syrzewa an den Europaspielen in Baku (Platz fünf) und an der Europameisterschaft in Klagenfurt (Platz 17) teil.

## Privates
Prokopjewa, geborene Bratkowa, pausierte 2011, weil sie Nachwuchs bekam. Außerdem heiratete sie Sergei Prokopjew, der ebenfalls professionell Beachvolleyball spielte.